# Palma Aquarium
Palma aquarium est un aquarium public de l'île de Majorque créé en 2007. Il appartient au groupe Coral World International, actif dans la création de parcs marins. L’aquarium de Palma a une superficie de 12 000 m2. Il dispose du plus grand bassin de requin d’Europe avec ses 3,5 millions de litres d’eau et ses 8,5 mètres de profondeur. Il compte aujourd’hui 55 aquariums avec 8000 exemplaires de 700 espèces. Palma aquarium a recréé les univers et les écosystèmes de la mer Méditerranée et des océans Atlantique, Pacifique et Indien. On y trouve la jungle, qui représente le plus grand jardin sur toit d’Espagne et la plus grande collection de coraux vivant d’Europe.

## Histoire
En 2007 le groupe Coral World International, fondé au milieu des années 1970 par Morris Kahn et maintenant présidé par son fils Benjamin Kahn, a ouvert à Majorque, une des îles Baléares au large de l’Espagne, l’aquarium de Palma. Il existe 3 autres aquariums appartenant à ce groupe dans le monde : un en Israël (The Underwater Observatory), un aux États-Unis (Maui Ocean center) et un en Australie (AQWA). Ces 4 parcs ont à la base été développés pour créer de véritables observatoires marins dans le monde entier. Pour ceci, le Times, a même reconnu en Benjamin Kahn, « l’homme de l’année de l’environnement 2008 ».
Le groupe et le parc majorquin souhaitent avant tout former la compréhension et l’admiration du monde marin avec une philosophie propre : « Pour respecter et protéger la mer avant, il faut la valoriser, et pour la valoriser  il faut la connaître ». Il existe donc une multitude d’activités pour développer cela, comme la visite d’école ou la mise en place de conférences gratuites.
Depuis 2014, la fondation Palma Aquarium lance un service de soins de secours pour les animaux marins blessés et trouvés en dehors de l'aquarium. Une centaine d'animaux marins sont pris en charge chaque année.

## Espèces présentes
On retrouve a Palma Aquarium certaines des espèces de faune et de flore les plus représentatives des mers et océans du monde. Ils sont plus de 8000 animaux appartenant a 700 espèces différentes.
On y retrouve entre autres, des hippocampes, des étoiles de mer, des raies, murènes, des poissons lion… il s’agit, par ailleurs d’un des rares aquariums d’Europe ou les coraux qui décorent les bassins sont réels et se développent comme dans leur milieu naturel.
Le requin apparaît comme la star de Palma Aquarium avec 6 espèces différentes dans le Grand Bleu, le bassin le plus profond d’Europe avec ses 8,5m de profondeur. L’aquarium offre même la possibilité de plonger avec eux le temps d’une heure et de pouvoir observer plus de 1000 animaux.
Les raies, qui font partie de la famille des requins, représentent elles aussi les protagonistes de ce parc marin dans le sens où elles sont présentes dans plusieurs bassins. Il est également possible de plonger avec elles l’été, à partir de 8 ans, sans diplôme de plongée et de faire son baptême dans leur bassin.
Au milieu du parc on trouve la Jungle, où se développent certaines des plus belles espèces de faune et de flore du climat tropical. L’humidité, la cascade et les vaporisateurs simulent parfaitement un microclimat pour les plantes  amazoniennes.
Les 25 premiers aquariums appartiennent à la partie de la mer méditerranée, alors que les 24 suivant se partagent les mers tropicales et les eaux des océans Indien, Atlantique et Pacifique. Le dernier est bien entendu le célèbre bassin des requins.

## Recherche et protection
Palma Aquarium a mis en place un certain nombre de programmes de recherche et de protection, comme la reproduction des coraux en milieux artificiels contrôlés. Il a aussi mis en place une campagne de protection du thon rouge en méditerranée, espèce qui se trouve aujourd’hui en voie d’extinction.

## Galerie

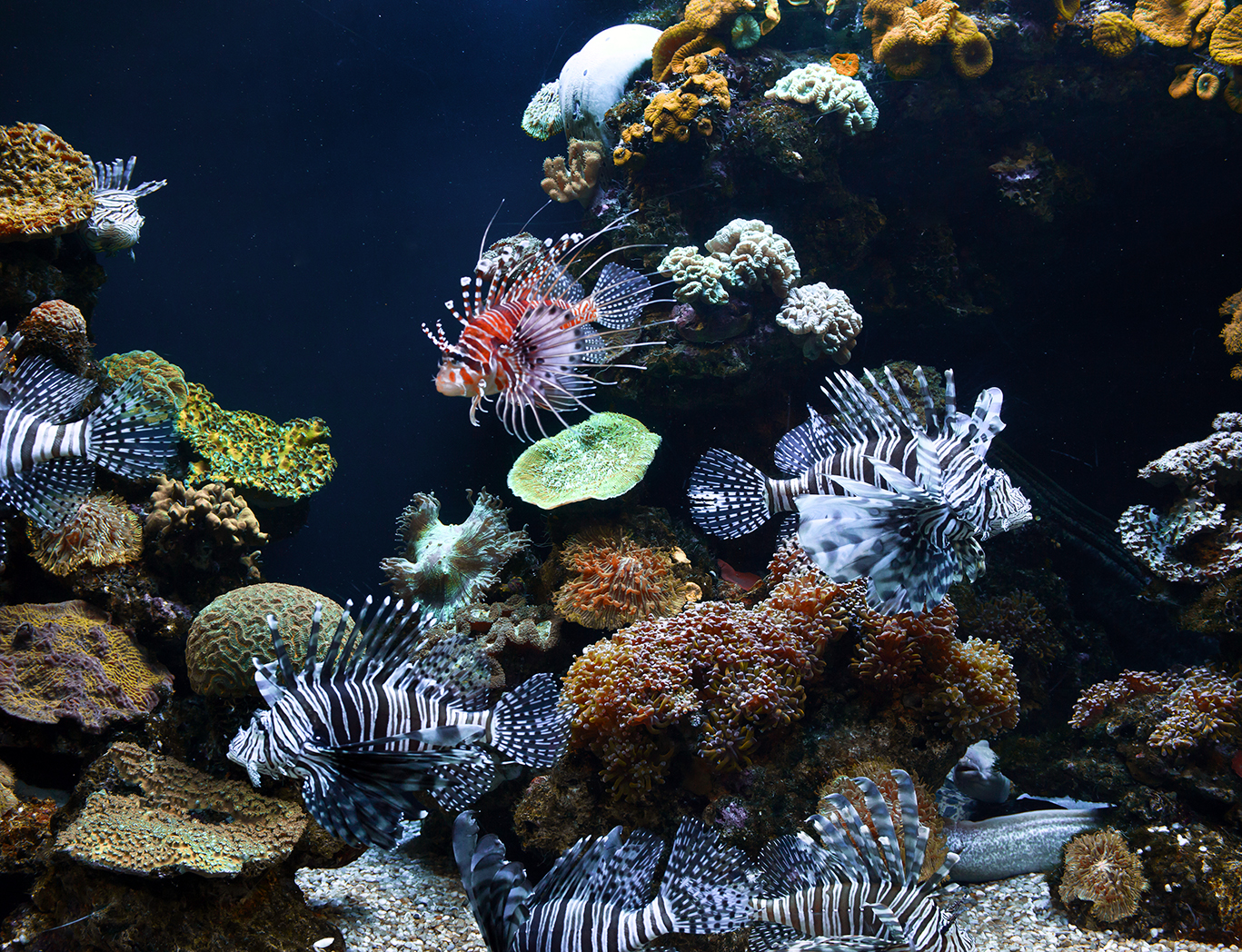
Mers tropicales.
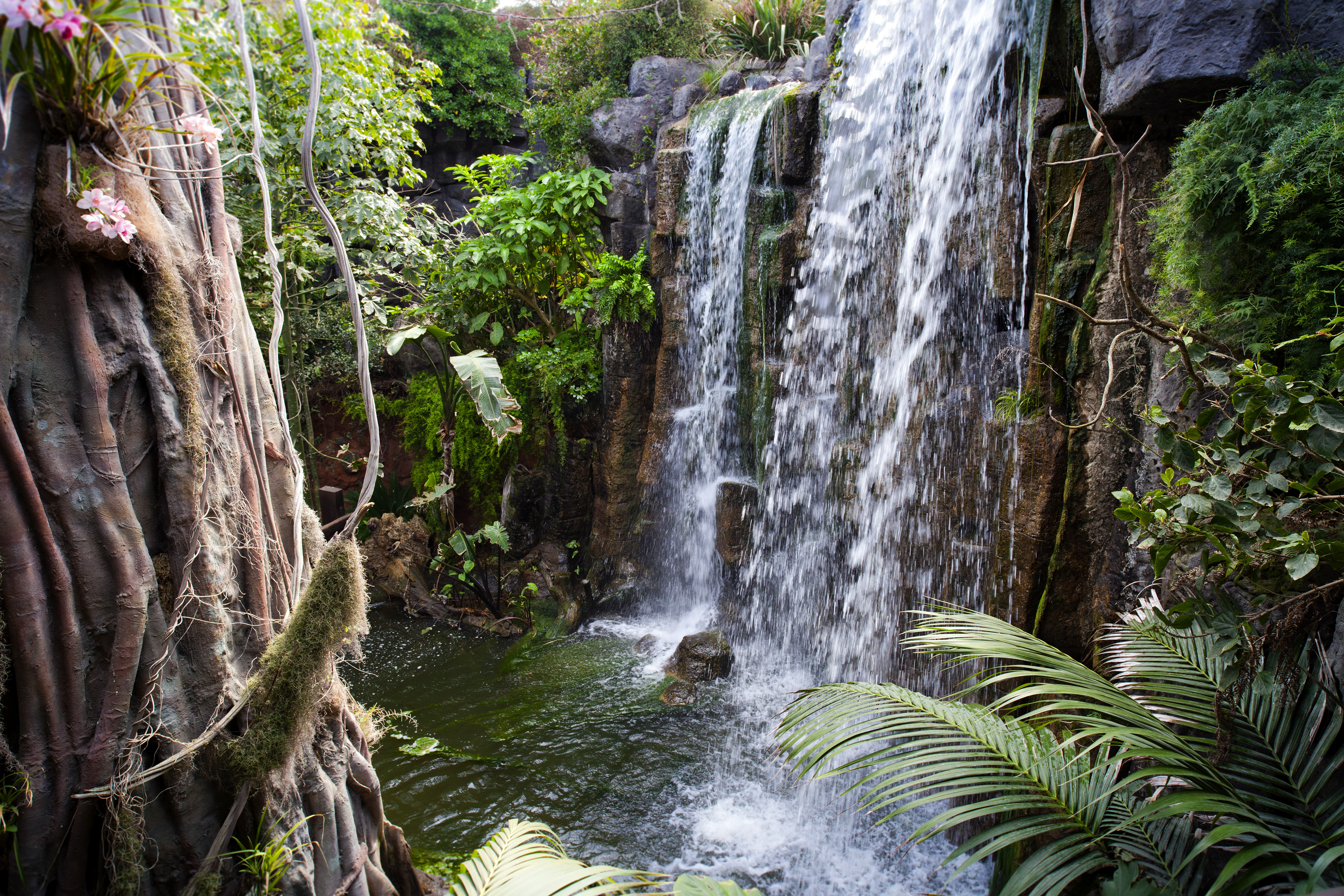
Jungle.
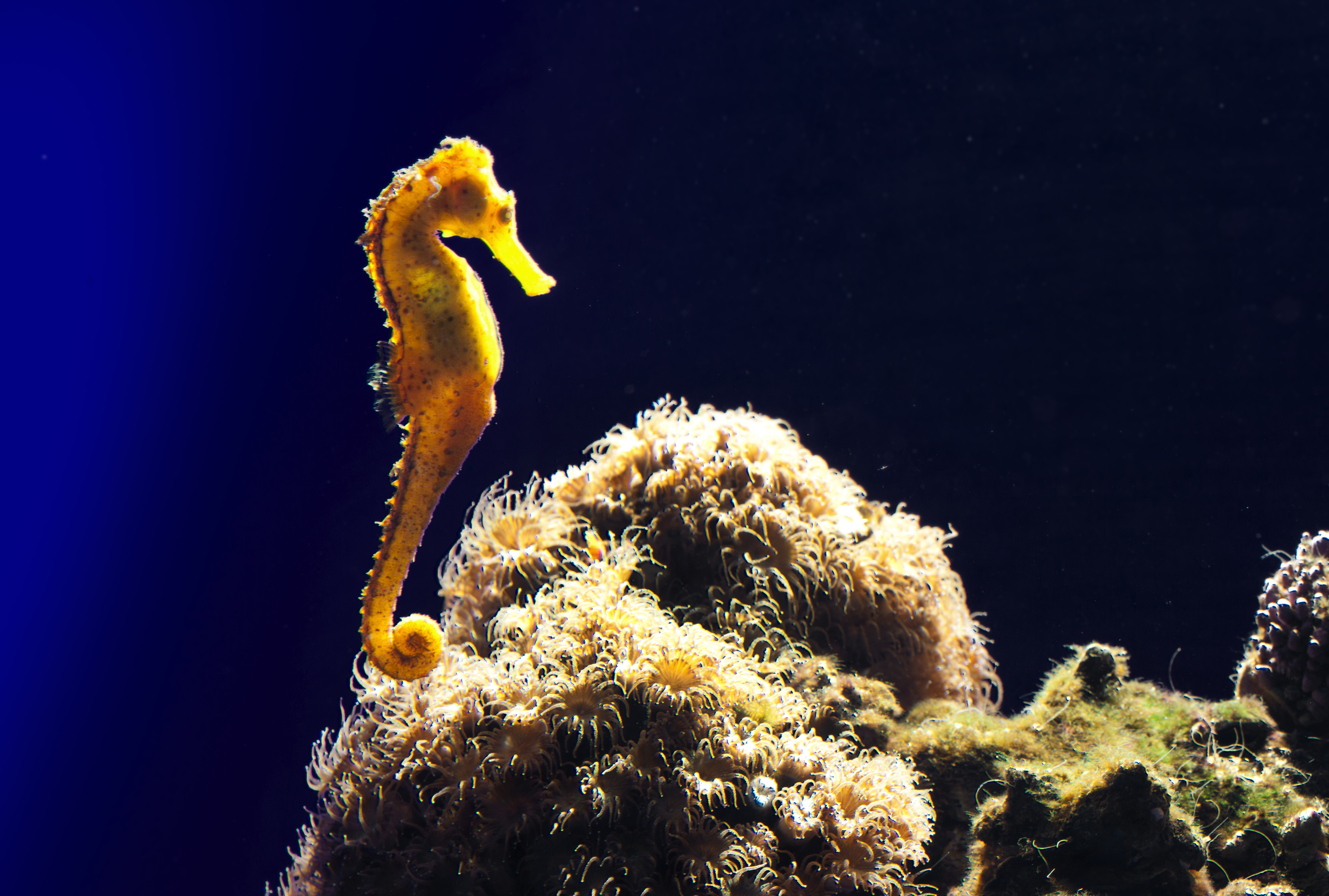
Mer Méditerranée.
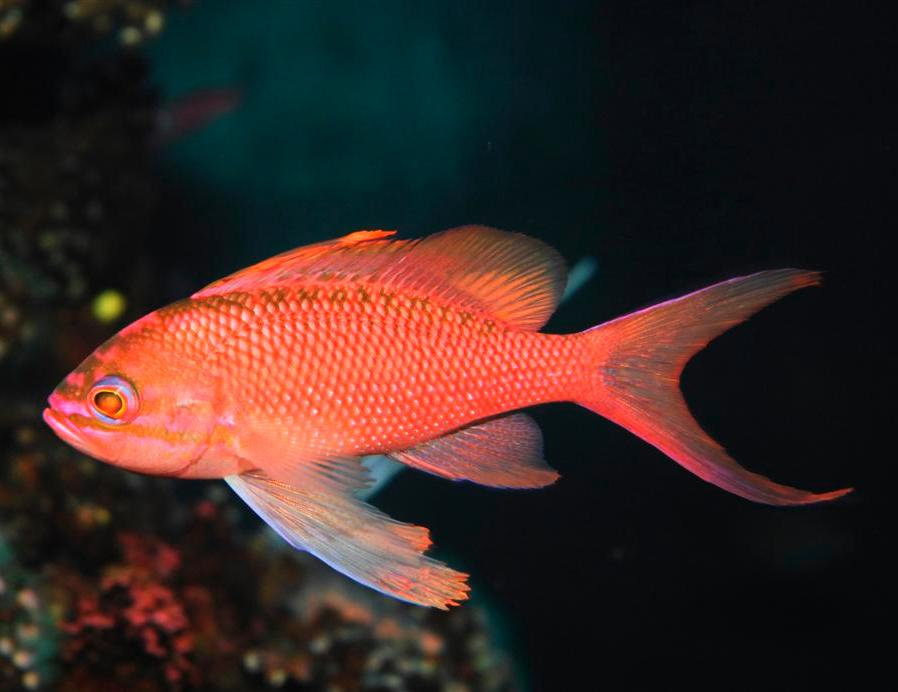
Poisson anthias
Poissons coffre.
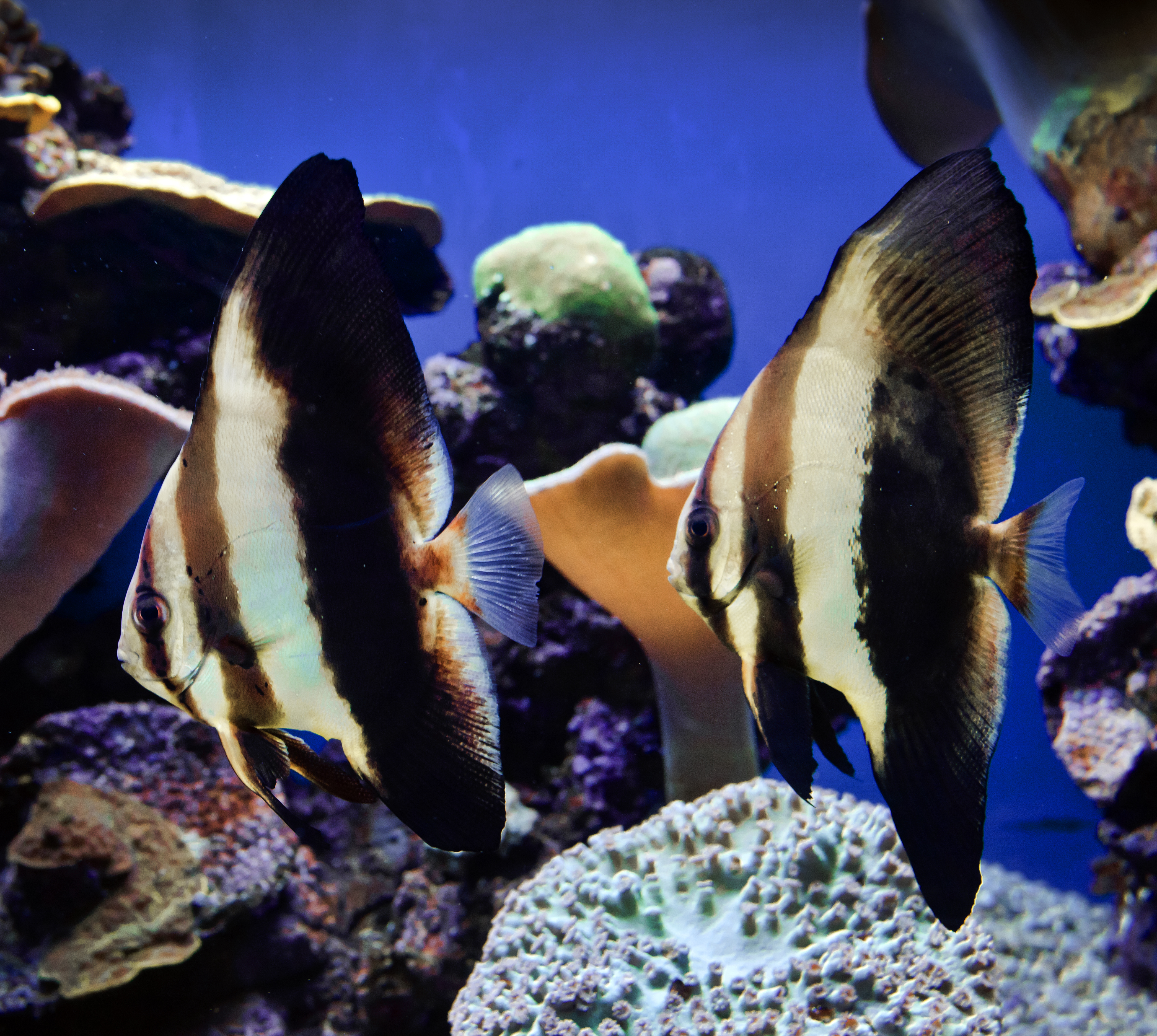
Poisson chauve-souris
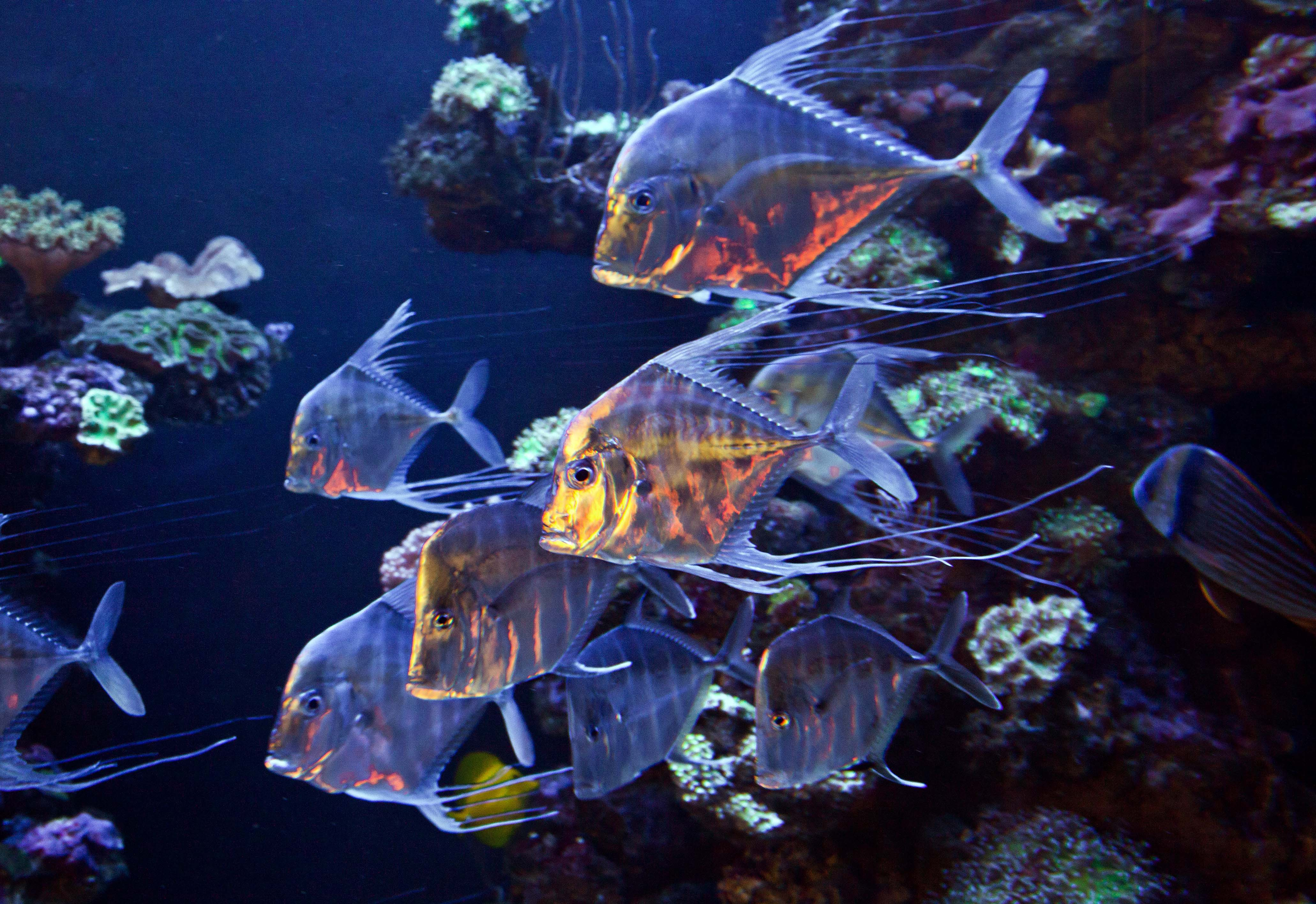
Poisson indien Pompano.
Poisson ananas.
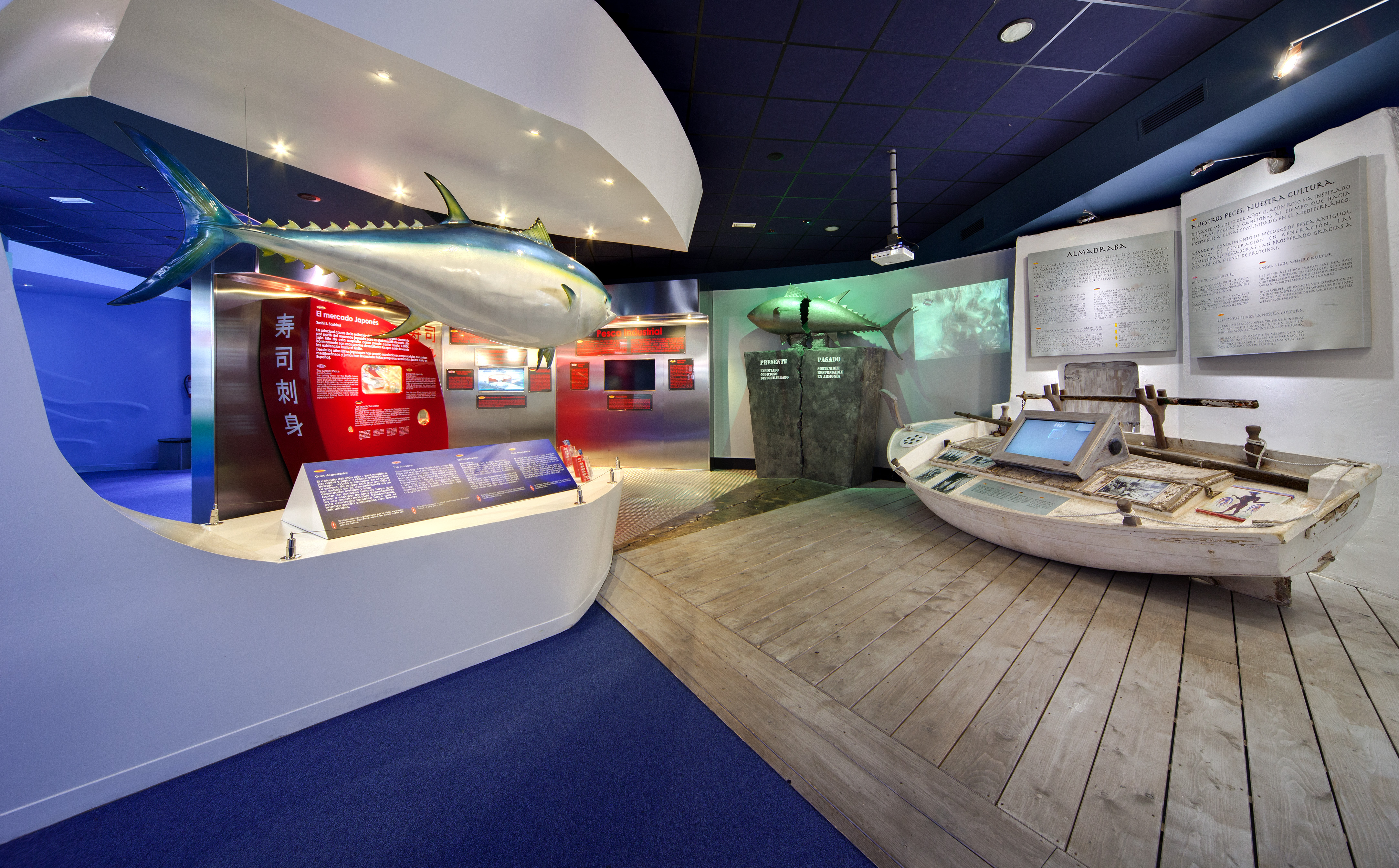
Sauver le thon rouge.
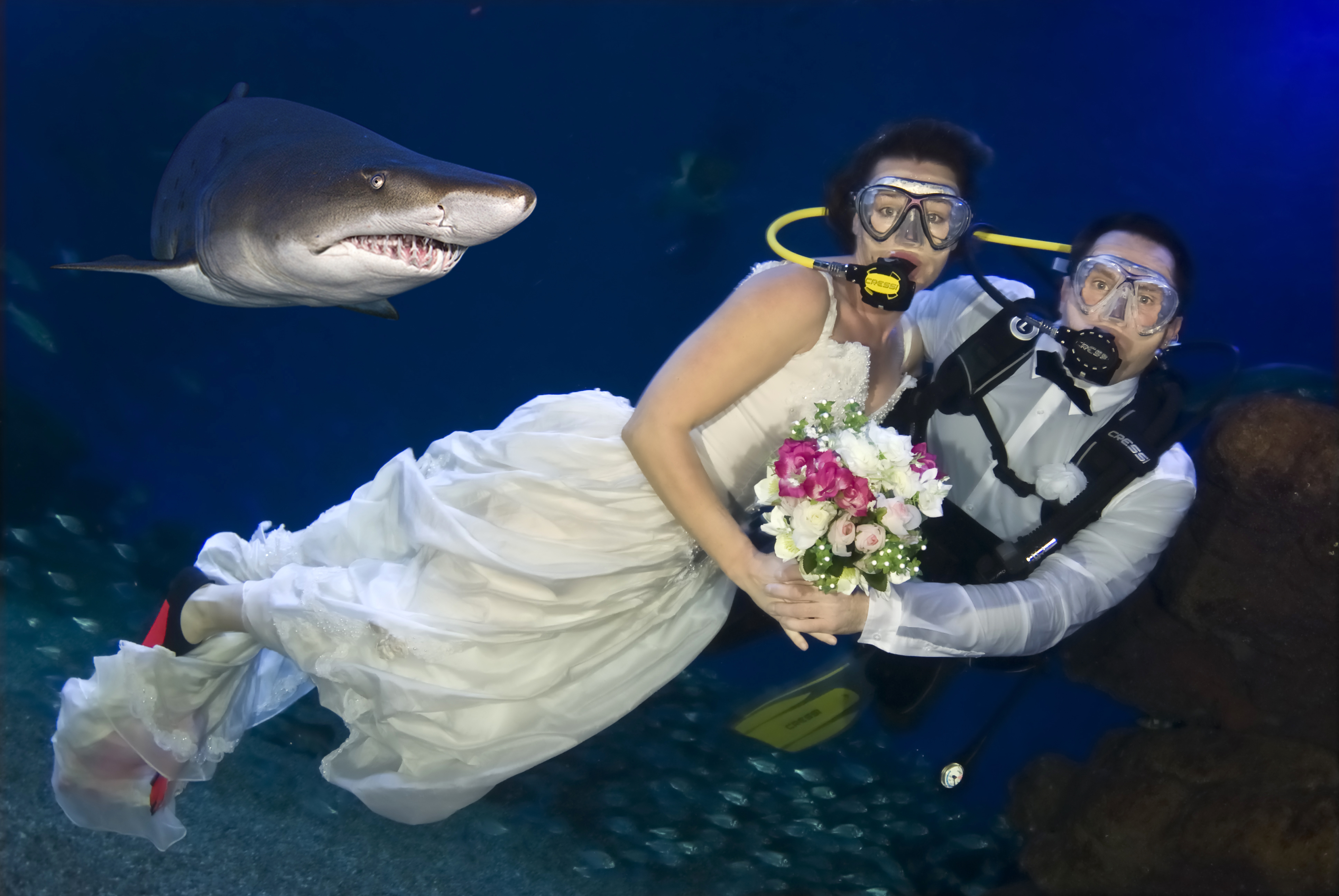
Mariage sous l'eau à l'aquarium.